# Sounds Like Violence
Sounds Like Violence är ett svenskt emorockband från Ängelholm. Gruppen bildades av Andreas Söderlund (sång, gitarr), Philip Hall (gitarr), Daniel Teodorsson (bas, sång) och Daniel Petersson (trummor). Flera av medlemmarna spelade även i Niccokick.
2004 släpptes bandets debut-EP The Pistol på den amerikanska etiketten Deep Elm Records. Debuten följdes av ännu en EP samma år, Desert City Soundtrack/Settlefish/Sounds Like Violence. Debutalbumet With Blood on My Hands kom 2007 på Deep Elm Records (USA) och Burning Heart Records (Europa och Japan). 2009 utkom albumet The Devil on Nobel Street på Burning Heart Records. Från skivan släpptes singeln The Emperor's New Clothes.

## Medlemmar
- Andreas Söderlund - sång, gitarr (född 21 januari 1980)
- Philip Hall - gitarr
- Daniel Teodorsson - bas, sång (född 12 augusti 1980)
- Daniel Petersson - trummor (född 31 januari 1979)

## Diskografi
Album
- 2007 - With Blood on My Hands
- 2009 - The Devil on Nobel Street

EP
- 2004 - The Pistol
- 2004 - Desert City Soundtrack / Settlefish / Sounds Like Violence

Singlar
- 2008 - Wrong / Sammy
- 2009 - The Emperor's New Clothes / Oh Oh [Non Album B-Side]